# Oksana Kazakowa
Oksana Borisowna Kazakowa, ros. Оксана Борисовна Казакова (ur. 8 kwietnia 1975 w Leningradzie) – radziecka i rosyjska łyżwiarka figurowa, startująca w parach sportowych z Arturem Dmitrijewem. Mistrzyni olimpijska z Nagano (1998), brązowa medalistka mistrzostw świata (1997), mistrzyni Europy (1996) oraz medalistka mistrzostw Rosji. Po zakończeniu kariery amatorskiej w 1998 roku występowała w rewiach łyżwiarskich, a następnie została trenerką łyżwiarstwa w klubie Jubileusz oraz SDUSHOR Petersburg, gdzie współpracuje ze swoją byłą trenerką Tamarą Moskwiną.

## Osiągnięcia

### Z Arturem Dmitrijewem
| Zawody                        | 95–96          | 96–97          | 97–98          |                |                |                |                |                |                |                |                |                |                |                |                |                |                |
| Międzynarodowe                | Międzynarodowe | Międzynarodowe | Międzynarodowe | Międzynarodowe | Międzynarodowe | Międzynarodowe | Międzynarodowe | Międzynarodowe | Międzynarodowe | Międzynarodowe | Międzynarodowe | Międzynarodowe | Międzynarodowe | Międzynarodowe | Międzynarodowe | Międzynarodowe | Międzynarodowe |
| ----------------------------- | -------------- | -------------- | -------------- | -------------- | -------------- | -------------- | -------------- | -------------- | -------------- | -------------- | -------------- | -------------- | -------------- | -------------- | -------------- | -------------- | -------------- |
| Igrzyska olimpijskie          |                |                | 1              |                |                |                |                |                |                |                |                |                |                |                |                |                |                |
| Mistrzostwa świata            | 5              | 3              | WD             |                |                |                |                |                |                |                |                |                |                |                |                |                |                |
| Mistrzostwa Europy            | 1              |                | 2              |                |                |                |                |                |                |                |                |                |                |                |                |                |                |
| CS Finał Grand Prix           |                | 2              | 3              |                |                |                |                |                |                |                |                |                |                |                |                |                |                |
| CS Cup of Russia              |                | 3              |                |                |                |                |                |                |                |                |                |                |                |                |                |                |                |
| CS NHK Trophy                 |                |                | WD             |                |                |                |                |                |                |                |                |                |                |                |                |                |                |
| CS Skate America              | 5              | 1              |                |                |                |                |                |                |                |                |                |                |                |                |                |                |                |
| CS Skate Canada International |                |                | 1              |                |                |                |                |                |                |                |                |                |                |                |                |                |                |
| CS Trophée Lalique            | 2              | 1              |                |                |                |                |                |                |                |                |                |                |                |                |                |                |                |
| Igrzyska dobrej woli          |                |                | 2              |                |                |                |                |                |                |                |                |                |                |                |                |                |                |
| Krajowe                       |                |                |                |                |                |                |                |                |                |                |                |                |                |                |                |                |                |
| Mistrzostwa Rosji             | 3              | 4              | 3              |                |                |                |                |                |                |                |                |                |                |                |                |                |                |

### Z Dmitrijem Suchanowem
|                            | ZSRR  | Rosja | Rosja | Rosja | Rosja |
| Zawody                     | 91–92 | 92–93 | 93–94 | 94–95 |       |
| Międzynarodowe             |       |       |       |       |       |
| Mistrzostwa świata         |       | 15    |       |       |       |
| Nations Cup                |       | 3     |       | 2     |       |
| NHK Trophy                 |       |       | 4     |       |       |
| Skate Canada International |       |       | 6     |       |       |
| Czech Skate                |       |       |       | 2     |       |
| Krajowe                    |       |       |       |       |       |
| Mistrzostwa Rosji          |       | 4     | 5     | 4     |       |
| Mistrzostwa ZSRR           | 4     |       |       |       |       |

### Z Andriejem Mochowem (ZSRR)
| Mistrzostwa świata juniorów | 4 |

## Nagrody i odznaczenia
- Światowa Galeria Sławy Łyżwiarstwa Figurowego – 2015[7]